# Hassi Mameche
Hassi Mameche (în arabă حاسي مماش) este o comună din provincia Mostaganem, Algeria.
Populația comunei este de 28.790 de locuitori (2008).